# Montanhas Bardol
As montanhas Bardol (em armênio: Բարդող, Bardoł) ou Tacaltu (Թակալթու, Tak’altu)[a] são uma cadeira montanhosa de origem vulcânica da província de Eder, na Turquia. Começam a noroeste do monte Sinaque, nas montanhas Aras, e se estende para nordeste por cerca de 28 quilômetros, onde terminam no pico homônimo, cuja altura é 2 562 metros. São ricas em fontes de água e sal. No seu sopé fica Tuzluja (antiga Colbe). Na Antiguidade, fez parte do distrito (gavar) de Chacate, na província de Airarate do Reino da Armênia. Em 1387, durante a primeira campanha de Tamerlão (r. 1370–1405) na região, Martírio de Colbe se refugiou em Bardol contra o invasor.